# Jessie Pope
Jessie Pope (Leicester 18 maart 1868 - Devon 14 december 1941) is de schrijfster van het oorlogsgedicht ''Who's for the Game''. Ze heeft dit geschreven in 1916. Dit was de aanleiding voor Wilfred Owen om een gedicht genaamd Dulce et decorum est te schrijven als reactie.